# Projeto Nacional: O dever da esperança
Projeto Nacional: O dever da esperança é um livro do advogado, professor universitário e político brasileiro Ciro Gomes, atualmente filiado ao Partido Democrático Trabalhista (PDT), publicado em 2020 pela Editora LeYa.
A obra foi prefaciada pelo professor e filósofo Mangabeira Unger e convida o leitor a debater o futuro do país, abordando a crise política e econômica que o Brasil vive desde 2013, percorrendo os principais acontecimentos históricos do último século, e comentando alguns pontos considerados fundamentais para um Projeto Nacional de Desenvolvimento de longo prazo.
O livro foi indicado ao Prêmio Jabuti 2021 na categoria "Ciências sociais".

## Lançamento
Em dezembro de 2019, Ciro mencionou em uma entrevista à Deutsche Welle ter terminado de preparar o seu quarto livro, e que o mesmo já estaria na editora. Segundo ele, o tema do livro é a "construção de uma proposta concreta, audaciosa e algo irrealista, com propostas de caminhos para realizar".
Ele lançou seu livro Projeto Nacional: O Dever da Esperança oficialmente no mês de junho de 2020, de forma online devido à pandemia de COVID-19, atingindo o #1 de vendas na loja brasileira da Amazon, ainda na pré-venda.

## Conteúdo
Na obra, Ciro aponta como saídas para o Brasil o equilíbrio fiscal, uma nova ordem tributária e mais investimentos públicos em áreas fundamentais como Saúde, Educação e Segurança, tendo como base os bons exemplos de gestão em outros países.
Segundo Ciro, desenvolver um plano com metodologia, tarefas e objetivos bem definidos pode fazer com que o Brasil alcance em três décadas níveis sociais e de desenvolvimento semelhantes ao de países como a Espanha.

## Desempenho de vendas
No dia do lançamento em pré-venda pela Amazon, a obra alcançou o primeiro lugar em vendas na plataforma em menos de 24 horas. O livro é o terceiro colocado na categoria Políticas Públicas, Política e Ciências Sociais da loja.